# Río Linares (vattendrag i Spanien, Navarra)
Río Linares är ett vattendrag i Spanien.   Det ligger i provinsen Provincia de Navarra och regionen Navarra, i den nordöstra delen av landet, 260 km nordost om huvudstaden Madrid.